# سيتشي كاناي
سيتشي كاناي (باليابانية: 金井清一؛ بالكانا: かない せいいち) هو لاعب غولف ياباني، ولد في 24 يوليو 1940 في نييغاتا في اليابان.

## وصلات خارجية
- سيتشي كاناي على موقع رابطة اليابان للاعبي الغولف المحترفين (الإنجليزية)
- سيتشي كاناي على موقع التصنيف العالمي الرسمي للغولف (الإنجليزية)